# Спучений графіт
Спу́чений графі́т (рос. вспученный графит, англ. exfoliated graphite) — продукт дуже швидкого нагрівання інтеркаляційних структур графіту, таких як гідрогенсульфат графіту з відносно великими діаметрами частинок (пластинок). Випаровування інтеркальованої субстанції розпихає графенові шари, приводячи до суттєвого збільшення його об‘єму.